# はぴだんぶい
はぴだんぶい（ラテン文字表記：HAPIDANBUI）は、2020年に結成されたサンリオのキャラクターユニット。「ハッピーになりたい男子たち、V字回復を狙う」の略で、1980年代から1990年代に注目を浴びた男の子キャラクターで構成される。
このユニットでサンリオキャラクター大賞にエントリーすることはなく、結成以降も各メンバー個人でエントリーしている。

## 概要
2020年1月31日にデビュー。同日公式Xを開設し、3月1日にデビュー曲「ダイジョーブ」でバンドデビューを果たす。
ユニット名「はぴだんぶい」は「ハッピーになりたい男子たち、V字回復を狙う」の略であり、「悩みや不安を抱えている人にハッピーを届けたい」という思いが込められている。
このユニットは、1980年代 - 1990年代に人気があった6人から構成されている。各キャラクターは、デビュー当時には人気があったが、2000年代に入ると、他キャラクターの人気に押され、人気が低落し、商品開発が行われない時期があった。2010年代に入ると、レトロブームの波に乗り、人気が上昇していき、着実に人気を取り戻していった。

## 経歴

### 2020年
- 1月31日、「はぴだんぶい」としてデビュー。公式Xも開設した[2]。はぴだんぶいのチャレンジ第一弾としてバンド活動が発表された。
- 2月15日- 3月4日、はぴだんぶい初の期間限定ショップが開催された[2]。
- 3月1日、はぴだんぶいのデビューを記念して、東京でライブイベントを開催する予定だったが、新型コロナウィルスの影響で無観客でのライブ配信での開催となった[2][6]。
- 3月14日、サンリオ公式YouTubeチャンネルにてデビュー曲「ダイジョーブ」のミュージックビデオが解禁した[6]。
- 3月23日、はぴだんぶいのチャレンジ第二弾として「お仕事チャレンジ」が発表されたが[7]、新型コロナウィルスの影響で中断したが、同年6月30日に再始動した[8]。これ以降、他企業とのコラボレーションが行われている。
- 4月1日、新型コロナウィルスの影響で「お仕事チャレンジ」が中断した代わりに、各メンバーのステイホーム中の過ごし方を紹介したりする「おうちチャレンジ」が発表された[9]。
- 7月3日、はぴだんぶい初のサンリオオリジナルグッズとして、「はぴだんぶい ハピネスエージェント」シリーズが発売された[10]。
- 7月19日- 10月4日、テレビアニメ「ミュークルドリーミー」内ではぴだんぶいのTVCMシリーズ「はぴだんぶいの今日もHAPPY DAY！」が放映された。
- 8月19日、チャレンジ第4弾として「ヒーローチャレンジ」が発表された。また、同日公式XにてWeb漫画「ハッピー戦隊はぴだんぶい」が連載開始した[11]。
- 9月17日、はぴだんぶいの新曲として「ハッピー戦隊★はぴだんぶい」のミュージックビデオが解禁した[12]。
- 10月5日、サンリオのテレビ番組「ファンファンキティ!」内の新コーナー「ファンファンケンパ」に、レギュラー出演を果たした。本コーナーは当番組の最終回まで続いた。
- 12月4日、サンリオピューロランドのイベント「SANRIO THANKS PARTY 2020」にて初のリアルライブが開催された[13]。

### 2021年
- 1月13日- 4月12日、はぴだんぶい初のコラボカフェが、千葉県成田市にて開催された。[14]。
- 2月1日、チャレンジ第5弾として「モテチャレンジ」が発表された[15]。
- 2月11日、公式Xのフォロワーが10万人を達成した[16]。
- 3月10日、長州力とコラボしたエクササイズ動画「モテマッスルエクササイズ」が公開された[17]。
- 3月14日、@小豆に告白するチャレンジ「告白チャレンジ」として@小豆にはぴだんぶい全員が公開プロポーズをした動画が公開されたが、全員断られてしまったが、その後、コラボレーショングッズの発売が決定した[18][19]。
- 8月24日、はぴだんぶいのチャレンジ第6弾として「お笑いチャレンジ」が発表された[20]。
- 9月16日、お笑いチャレンジとしてEXITとコラボレーションをして、はぴだんぶいが3組のコンビに別れて漫才に挑戦した動画が公開された[21]。
- 11月9日、はぴだんぶい初のファンブック「はぴだんぶい チャレンジ！」が発売された[22]。
- 12月11日- 12月12日、はぴだんぶい初のバーチャルライブとして「SANRIO VIRTUAR FES 2021」に出演した[23]。
- 12月26日、はぴだんぶいのチャレンジ第7弾として「お料理チャレンジ」が発表された[24]。

### 2022年
- 2月3日、お料理チャレンジとしてリュウジとコラボレーションしたお料理動画が公開された[25]。
- 2月15日、公式Xのフォロワーが15万人を突破した[26]。
- 8月5日、はぴだんぶいのシェアハウス「はぴだんハウス」がお披露目された[27]。

## メンバー
| キャラクター名   | デビュー年 | 誕生日  | サンリオキャラクター大賞歴代最高順位 | イメージカラー             | 備考                    |
| ---------------- | ---------- | ------- | ------------------------------------ | -------------------------- | ----------------------- |
| ポチャッコ       | 1989年     | 2月29日 | 1位（第6回 - 10回）                  | 主に赤色やマゼンタ         | ギター担当              |
| バッドばつ丸     | 1994年     | 4月1日  | 1位（第11回）                        | 紫色                       | ボーカル担当            |
| ハンギョドン     | 1985年     | 3月14日 | 3位（第1回）                         | 主に水色やターコイズブルー | ベース担当              |
| あひるのペックル | 1989年     | 7月27日 | 5位（第7回）                         | 黄色                       | キーボード担当 リーダー |
| タキシードサム   | 1979年     | 5月12日 | 4位（第1回）                         | 主にピンク色や青色         | ドラム担当              |
| けろけろけろっぴ | 1988年     | 7月10日 | 1位（第5回）                         | 主に黄緑色やライムグリーン | タンバリン担当          |

## 楽曲
「ダイジョーブ」
作詞：畑山悠月 作曲：KALMA
はぴだんぶいのデビュー曲。2020年3月1日に無観客LIVE配信で初披露。3月14日にミュージックビデオが解禁された。
「ハッピー戦隊★はぴだんぶい」
作詞：及川貴雄 作曲：MONKEY MAJIK
ヒーローチャレンジにて制作された楽曲。「ハッピー戦隊はぴだんぶい」のヒーローソングである。9月17日にミュージックビデオが解禁された。本楽曲にて、リーダーがじゃんけんであひるのペックルに決定した。

## 本
- チャレンジ！ サンリオキャラクターズはぴだんぶいファンブック（グラフィック社編集部（編）、グラフィック社、2021年11月。ISBN 978-4-7661-3541-1）
- はぴだんぶい 遊び塗り絵（サンリオ、エムディエヌコーポレーション、2022年10月。ISBN 978-4-295-20435-0）

## コラボレーション
- 東京ジョイポリス
  - 「はぴだんぶい  × 東京ジョイポリス コラボイベント」（2023年11月3日 - 12月25日）[35]
- TOWER RECORDS
  - 「はぴだんぶい × TOWER RECORDS」（2020年7月22日 発売）[36]
  - 「はぴだんぶい × TOWER RECORDS 2021」（2020年7月29日 発売）[37]
- 成田アニメデッキ
  - 「成田アニメデッキ「はぴだんぶい」コラボカフェ」（2021年1月13日 - 4月12日）[14]
  - 「成田アニメデッキ「はぴだんぶい」お料理チャレンジ コラボカフェ」（2021年12月28日 - 3月31日[25]）
- サンスター
  - 「毎日ハッピーになれる! お口ケア はぴケアしよう！」（2023年10月16日 - 2023年12月31日）[38]
- グレイス
  - 「はぴだんぶい × 台湾甜商店」（2021年12月1日 - 2022年2月28日）[39][40]
- 伊勢丹新宿店
  - 「FANCY SANRIO CHARACTERS Vol.6 HAPIDANBUI Valentine！」（2022年1月26日 - 2月1日）[41]
- ポッキー
  - 「はっぴーを探そう！話そう！#はぴポキみつけた」（2022年3月29日 - 2022年6月13日）[42]
- ゴディバ
  - 「はぴだんぶい × GODIVA cafe」（2021年2月1日 - 2023年4月30日）[43][44][45]
- オールハーツ・カンパニー
  - 「はぴだんぶい × Pastel」（2022年7月1日 - 8月31日）[46]
- BOX cafe&space
  - 「はぴだんぶい わいわいクッキングカフェ」（2023年3月23日 - 4月23日）[47]
- ゼンショーホールディングス
  - 「はぴだんぶい × はま寿司」[48][49][50]
- カラオケまねきねこ
  - 「はぴだんぶい×カラオケまねきねこ コラボフェア」（2023年7月7日 - 9月6日）[51]
- 鳥羽旅館組合
  - 「はぴだんぶい×鳥羽旅館組合 コラボレーションキャンペーン」（2023年9月1日 - 10月31日）[52]
- JR東海
  - 「はぴだんぶい みんなをちょっとハッピーに！プロジェクト」（2021年11月21日 - 12月18日）[53]